# Ектор Хіменес-Браво
Е́ктор Ісмае́ль Хіме́нес-Бра́во (ісп. Héctor Ismael Jiménez-Bravo, нар. 14 січня 1972 року, Букараманга, Колумбія) — канадський та український шеф-кухар колумбійського походження, бізнесмен, телеведучий. Суддя проєкту МастерШеф Україна, викладач кулінарного мистецтва, засновник консалтингової компанії Bravo Restaurant Group. Володар кулінарної премії «The World Master Chef».

## Біографія
Ектор Хіменес-Браво народився й виріс у Колумбії. За зізнанням самого шеф-кухаря, інтерес до кулінарії передався йому від матері. Причому його цікавила не просто сама процедура обробки продуктів, але і її естетичний бік. У старших класах захоплювався образотворчим мистецтвом. Вступив до Кулінарної Академії Боготи, після закінчення якої у 1992 році почав роботу в найкращих п'ятизіркових готелях Колумбії. Серед них «Metrotel Royal Park», «Relais Chateaux», «Hoteles Royal».
У 1995—1999 роках викладав у Національній кулінарній академії міста Медельїн.
У віці 27 років Хіменеса-Браво запрошують стати шеф-кухарем одного з найрозкішніших готелів США — Hilton Boston Back Bay у Бостоні. Він став наймолодшим шеф-кухарем Hilton у Північній Америці за весь час існування цієї мережі готелів. У перші дні роботи через молодий вік колеги навіть не сприймали Ектора серйозно, але невдовзі переконались у його професіоналізмі. Як стверджує сам Ектор Хіменес-Браво, робота у США дуже вплинула на нього, поділивши кар'єру на дві частини — до Hilton і після.
Після однієї з закритих вечерь у Hilton, влаштованої для групи готельєрів із Канади, Ектора запросили працювати до Оттави та запропонували контракт на відкриття п'ятизіркового готельного комплексу Brookstreet Hotel and Resort. Невдовзі він відкриває в канадській столиці ресторан Foundation.
Очолювані ним заклади неодноразово входили до десятки найкращих ресторанів Канади. Пропрацювавши в Канаді 6 років, Хіменес-Браво приймає громадянство цієї країни.
У 2006 році Хіменес-Браво стає шеф-кухарем готелю Radisson SAS Royal Hotel, Санкт-Петербург. Його робота приносить готелю Radisson нагороду «Best Hotel Restaurant Award» від журналу TimeOut. Після приїзду до Санкт-Петербурга Ектор здивував місто відкриттям концепції «Nuevo Latino», що було дуже новим для міста. 2006 року Санкт-Петербург приймав гостей 32-го саміту Великої Вісімки, де Хіменес-Браво мав складне завдання обслужити голів провідних світових держав.
У 2007 році Хіменес-Браво повертається назад до Канади, де очолює кухню готелю Delta Fredericton.
У 2008 році Ектор їде на Мальдіви, аби керувати кухнями одних із найвідоміших готелів Азії. Там він очолює команду кухарів готелів W Retreat & SPA та Sheraton Full Moon Resort. Мандрує до Сингапуру й Гонконгу, вивчаючи культуру китайської і малайської кухні, а також отримує завдання відкрити готелі W Hong-Kong та St.Regis Singapore.
Наступного 2009 року Ектор Хіменес-Браво отримує пропозицію від міжнародної мережі готелів InterContinental Hotels Group відкрити ресторани п'ятизіркового готелю InterContinental Kyiv в Україні, для якого він розробив і запровадив концепції усіх ресторанів. Окрім готелю Ектор Хіменес-Браво розробляє концепції й для інших ресторанів компанії-власника.
Наприкінці 2010 року він розробляє концепції ресторанів і технологію кухонь готелів Фермонт, а також інших престижних готелів Києва.
Із вересня 2011 року Ектор Браво бере участь у цілій низці кулінарних проєктів на українському телебаченні.
2016 року Ектор відкрив перший ресторан сучасної китайської кухні BAO в Києві.
2017 року вийшла його «Перша кулінарна книга», яка встановила національний рекорд України у категорії: «Найбільший тираж виданої в Україні книги».
У травні 2021 року отримав українське громадянство.
З початком російського вторгнення в Україну 24 лютого 2022 року Ектор Хіменес-Браво висловив свою підтримку Україні: «Моє серце болить за Україну. Моє місце тут. Українці — моя сім'я». Він повернувся з Колумбії, де був на відпочинку, до Варшави, і почав співпрацювати з місцевими волонтерськими організаціями. Ектор залучений у двох напрямах — координування біженців і проведення благодійних заходів для збору коштів на потреби України. Також ресторани Ектора та заклади партнерів у Києві щодня готують 2000—2500 обідів. Їжу передають для тероборони, ЗСУ, поліції, шпиталів, людей похилого віку, які потребують допомоги.

## Кулінарний стиль
Кулінарна концепція Ектора Браво побудована на ідеях мультикультуралізму та поєднанні найрізноманітніших способів приготування їжі. Ектор Браво — засновник власного кулінарного стилю «Nuevo Latino». Він поєднує латиноамериканські кулінарні традиції, французьку вишуканість і делікатність азійської кухні. Основу страв складає м'ясо, свіжа риба та морепродукти.
«Моя їжа говорить латиноамериканською любов'ю, котру я відчуваю. Французькою культурою, котру я пізнав. Азійськими техніками, котрі мене надихають. І канадським духом, оскільки це я. Моя їжа говорить власною мовою.»

Ектор Хіменес-Браво про свій кулінарний стиль

## Телевізійні проєкти
- 2011 — суддя проєкту «МастерШеф», СТБ
- 2011 — ведучий пост-шоу «МастерШеф», СТБ
- 2012 — ведучий шоу «Кулінарна Династія», СТБ
- 2012 — експерт шоу «Все буде добре», СТБ
- 2012 — суддя проєкту «МастерШеф» 2 сезон, СТБ
- 2013 — ведучий шоу «Кулінарна Династія» 2 сезон, СТБ
- 2013 — суддя проєкту «МастерШеф» 3 сезон, СТБ
- 2014 — суддя проєкту «Україна має талант» 6 сезон, СТБ
- 2014 — суддя проєкту «МастерШеф», СТБ 4 сезон, СТБ
- 2015 — суддя проєкту «МастерШеф», СТБ 5 сезон, СТБ
- 2016 — суддя проєкту «МастерШеф», СТБ 6 сезон, СТБ
- 2016 — суддя проєкту «МастерШеф. Діти», СТБ
- 2017 — суддя проєкту «МастерШеф. Діти», СТБ 2 сезон
- 2017 — суддя проєкту «МастерШеф», 7 сезон, СТБ
- 2018 — суддя проєкту «МастерШеф. Кулінарний випускний», СТБ
- 2019 — суддя проєкту «МастерШеф. Професіонали».
- 2019 — ведучий проєкту «Прокинься з Ектором», СТБ

Запрошений у ролі зіркового гостя:
- 2011 шоу «Куб», СТБ;
- 2012 шоу «Велика різниця», 1+1;
- 2013 шоу «Кохана, ми вбиваємо дітей», СТБ.

## Досягнення
- «Ambassador Culinary Award» від Канадської Кулінарної Федерації, грудень 2005, 2006 і 2007 року
- «Star of the City — 2006» на Culinary Refinement & Lightness, журнал WHERE, Санкт-Петербург
- «Best Hotel Chef» — Східна Європа — EuroToques, 2008 рік
- «Gold Medal» WACS World Association of Chefs Societies[en], Гонконг, 2009 і 2010 рік
- «Award of Culinary Excellence» — Confrérie de la Chaîne des Rôtisseurs[en], 2007, 2009, 2010 року
- «World Master Chef» — товариство World Master Chef Society[7] Лондон, Велика Британія, 2011 рік

## Відзнаки та нагороди
- Почесний нагрудний знак Головнокомандувача Збройних Сил України «За сприяння війську»[8] (липень 2023 року)[9][10].

## Цікаві факти
- Першою його роботою після закінчення школи було миття посуду в ресторані при готелі.
- Обслуговував англійську королеву Єлизавету II, президента США Джорджа Буша, прем'єра Великої Британії Тоні Блера, президента Росії Володимира Путіна, поп-співачок Мадонну і Дженніфер Лопес.
- Улюблена страва — «Гребінці з Нормандії з молодою цибулею порей, чорними трюфелями і бульйоном Parmentier», яку він розробив зі своїм другом Аленом Дюкассом.
- Улюблений коктейль Ектора «Chili & passion» подають у готелі Principe di Savoya в Мілані. Це поєднання горілки, маракуї, перцю чилі та цитрусового соку.
- У мандри обов'язково бере свій комплект із 58 ножів. Завжди має з собою термометр для вимірювання температури страви, яку він готує.
- Браво працює з 16 років, але жодного разу не був у відпустці довше двох тижнів.
- Захоплюється дайвінгом. Зізнається, що головні рішення у своєму житті він приймав під час занурення на дно океану.

## Бізнес
Ектор Хіменес-Браво очолює міжнародну компанію Bravo Restaurant Group, що займається консалтингом. Під керівництвом компанії було відкрито десятки ресторанів у Києві, Монреалі, Оттаві, Гонконзі та інших містах.
У 2011 році Хіменес-Браво запустив виробництво прянощів, виготовлених за власною рецептурою. Спеції надійшли у продаж під брендом торгової марки «Приправка».
У листопаді 2013 року відкрив Кулінарну академію Ектора Хіменес-Браво в Києві. Її місія — познайомити фанатів кулінарії зі світовою кулінарною культурою, а також підвищити професійний рівень кулінарів.
У травні 2016 року відкрив онлайн Академію кулінарного та кондитерського мистецтва Ектора Хіменес-Браво. У лютому того ж року відкрив перший в Україні ресторан сучасної китайської кухні BAO.
У грудні 2017 року відкрив кондитерську Bo. Pastry з авторським меню в центрі Києва.
Весною 2018 року став співзасновником в'єтнамського ресторану NĂM в центрі Києва.

## Оцінки
«Творчу манеру Ектора Браво можна означити поняттями „пристрасть“ і „енергія“, але, крім того, будуть доцільні такі слова як „ніжність“ і „витонченість“»

Наталя Сиверіна, ресторанний критик, «КоммерсантЪ»